# Festival Elles Tournent
Le Festival Elles Tournent (Dames Draaien) est un festival international de cinéma qui met à l'honneur le travail de réalisatrices de tous horizons. Il présente des films de fiction et des documentaires réalisés par des femmes qui invitent le public à poser un autre regard sur le monde.
Le festival, créé en 2008, se déroule chaque année à Bruxelles.

## Historique
Le festival de films Elles Tournent a été créé en 2008 par un collectif de femmes cinéphiles et réalisatrices. Leur objectif est de promouvoir et valoriser le travail des femmes dans le monde artistique et culturel en général et plus particulièrement le secteur audiovisuel et multimédia.
Les sept premières édition du festival ont eu lieu au Botanique, puis en 2016 au cinéma Aventure et depuis 2017 au cinéma Vendôme à Bruxelles.

## Programmation

### 2014
| Titre du film                                 | Réalisatrice                               | Genre        | Durée | Nationalité                             | Année |
| --------------------------------------------- | ------------------------------------------ | ------------ | ----- | --------------------------------------- | ----- |
| A choice, maybe not                           | Jenny Man Wu                               | Fiction      | 8'    | Chine                                   | 2013  |
| Actoras de cambio                             | Anne Billows                               | Documentaire | 30'   | Guatemala / France                      | 2014  |
| Alice Walker: Beauty in Truth                 | Prathiba Parmar                            | Documentaire | 83'   | Royaume-Uni                             | 2013  |
| Apnée                                         | Mahassine El Hachadi                       | Fiction      | 10'   | Maroc                                   | 2013  |
| Armenia: the invisible country                | Mariam Ohanyan                             | Documentaire | 12'   | Arménie                                 | 2013  |
| Because we are visual                         | Olivia Rochette & Gerard-Jan Claes         | Documentaire | 47'   | Belgique                                | 2010  |
| Blanc Gris                                    | May-Lis Bertin                             | Fiction      | 90'   | Belgique                                | 2013  |
| Calypso Rose: the lioness of the jungle       | Pascale Obolo                              | Documentaire | 85'   | France                                  | 2011  |
| Caniche                                       | Noémie Marsily & Carl Roosens              | Animation    | 16'   | Belgique                                | 2010  |
| Celula armada de putas histericas             | Collective                                 | Fiction      | 3'    | Espagne                                 | 2014  |
| Comment j'ai tué mon père (l'accomplissement) | Sofia Assaoui                              | Fiction      | 16'   | Maroc                                   | 2014  |
| Defined Lines                                 | Adelaide Dun, Zoe Ellwood & Olivia Lubbock | Fiction      | 4'    | Nouvelle-Zélande                        | 2014  |
| De la rage                                    | Margo Fruitier                             | Fiction      | 21'   | Belgique                                | 2014  |
| Des étoiles                                   | Dyana Gaye                                 | Fiction      | 90'   | France / Sénégal                        | 2013  |
| Élevage de poussière                          | Sarah Vanagt                               | Documentaire | 47'   | Belgique                                | 2013  |
| En la casa, la cama y la calle                | Liz Miller                                 | Documentaire | 35'   | Canada / Nicaragua                      | 2013  |
| Escape from Garden Grove                      | Mathilde Dratwa                            | Fiction      | 14'   | Belgique / États-Unis                   | 2014  |
| Evelyne Axell: la Vénus aux plastiques        | Françoise Levie                            | Documentaire | 73'   | Belgique                                | 2013  |
| Female Directors                              | Yang Mingming                              | Fiction      | 48'   | Chine                                   | 2013  |
| It's your fault                               | AIB Collective                             | Fiction      | 14'   | Inde                                    | 2013  |
| Kajarya                                       | Madhureeta Anand                           | Fiction      | 108'  | Inde                                    | 2013  |
| L'heure de la libération a sonné              | Heiny Srour                                | Documentaire | 88'   | France / Royaume-Uni / Liban            | 1974  |
| La fin de notre amour                         | Hélène Cattet et Bruno Forzani             | Fiction      | 9'    | Belgique                                | 2003  |
| La version du loup                            | Ann Sirot & Raphaël Balboni                | Fiction      | 10'   | Belgique                                | 2011  |
| Language, gender and sex                      | Danjela Stanojevic                         | Documentaire | 25'   | Croatie                                 | 2014  |
| Le Kalafa ou l'adoption en terre d'Islam      | Nisrine Adam                               | Documentaire | 16'   | Maroc                                   | 2014  |
| Le maillot                                    | Hajar Belksasmi                            | Documentaire | 10'   | Maroc                                   | 2014  |
| Le quatrième mur                              | Marie-Françoise Plissart                   | Documentaire | 52'   | Belgique                                | 2013  |
| Leila et les loups                            | Heiny Srour                                | Fiction      | 90'   | France / Belgique / Liban / Royaume-Uni | 1984  |
| Les femmes dans la culture                    | H/F Mouvement                              | Fiction      | 3'    | France                                  | 2014  |
| Les hautes solitudes                          | Maria Mocpat                               | Documentaire | 21'   | Maroc                                   | 2014  |
| LilithS                                       | LilithS                                    | Documentaire | 5'    | Belgique                                | 2013  |
| Lost and Found                                | Antje Van Wichelen                         | Animation    | 10'   | Belgique                                | 2013  |
| Merci Cupidon                                 | Dominique Abel, Fiona Gordon & Bruno Romy  | Fiction      | 13'   | Belgique                                | 1994  |
| Pedals and heels                              | Sevda Dogan                                | Documentaire | 15'   | Turquie                                 | 2013  |
| Personal Images : Personal Semiotics of War   | Masa Hilcisin Dervisevic                   | Documentaire | 10'   | République tchèque / Bosnie-Herzégovine | 2013  |
| Pionnières                                    | Vanessa Rousselot                          | Documentaire | 50'   | France                                  | 2014  |
| Playing with fire                             | Anneta Papathanassiou                      | Documentaire | 58'   | Grèce                                   | 2013  |
| Running Dry                                   | Dimetra Nikolopoulou                       | Documentaire | 10'   | Grèce                                   | 2013  |
| Scarred Skies                                 | Vera Neubauer                              | Animation    | 4'    | Royaume-Uni                             | 2014  |
| Son nom, 'Celle qui meurt'                    | Sabreen Bint Loula                         | Documentaire | 22'   | France                                  | 2013  |
| The death of lesbians                         | Da Jing                                    | Documentaire | 10'   | Chine                                   | 2013  |
| The rice bomber                               | Cho Li                                     | Fiction      | 80'   | Taiwan                                  | 2014  |
| The wires                                     | Tatiana Moshkova & Marina Moshkova         | Animation    | 6'    | Russie                                  | 2014  |
| This is my night                              | Alaa Shaker                                | Fiction      | 11'   | Émirats arabes unis                     | 2014  |
| Tired                                         | Karina Wabaquin Coon-Come                  | Fiction      | 4'    | Canada                                  | 2013  |
| Tomorrow                                      | Martine Doyen                              | Fiction      | 70'   | Belgique                                | 2014  |
| Una Noche                                     | Lucy Mulloy                                | Fiction      | 90'   | Cuba / Royaume-Uni / États-Unis         | 2012  |
| Vulva 3.0                                     | Ulrike Zimmermann & Claudia Richarz        | Documentaire | 79'   | Allemagne                               | 2014  |
| Zahra                                         | Houda Lakhdar                              | Fiction      | 13'   | Maroc                                   | 2014  |